# Pusiola sordidula
Pusiola sordidula är en fjärilsart som beskrevs av Sergius G. Kiriakoff 1954. Pusiola sordidula ingår i släktet Pusiola och familjen björnspinnare. Inga underarter finns listade.